# 米哈伊尔·瓦尔福洛梅耶维奇·库兹涅佐夫
米哈伊尔·瓦尔福洛梅耶维奇·库兹涅佐夫（羅馬化：Mikhail Varfolomeyevich Kuznetsov；1968年8月22日—）是俄罗斯政治人物，曾于2004年至2009年间担任第4任普斯科夫州州长。他也曾于1995年至2003年间担任第二届和第三届国家杜马议员。